# Guembelitriidae
Guembelitriidae es una familia de foraminíferos planctónicos de la superfamilia Heterohelicoidea, del suborden Globigerinina y del orden Globigerinida. Su rango cronoestratigráfico abarca desde el Albiense (Cretácico inferior) hasta el Chattiense (Oligoceno superior), aunque si se incluye el género Gallitellia llegaría hasta la Actualidad.

## Discusión
Clasificaciones posteriores han incluido Guembelitriidae en el orden Heterohelicida.

## Clasificación
Guembelitriidae incluye a los siguientes géneros:
- Chiloguembelitria †
- Corrosina †
- Gallitellia
- Globoconusa †, también considerado en la familia Globoconusidae
- Guembelitria †
- Guembelitriella †
- Jenkinsina †
- Trochoguembelitria †, también considerado en la familia Globoconusidae
- Woodringina †

Otros géneros considerados en Guembelitriidae son:
- Globastica †, considerado sinónimo posterior de Globoconusa
- Gümbelitria †, aceptado como Guembelitria
- Neogallitellia, propuesto como nombre sustituto de Gallitellia